# Sphaerodoropsis disticha
Sphaerodoropsis disticha är en ringmaskart som först beskrevs av Eliason 1962.  Sphaerodoropsis disticha ingår i släktet Sphaerodoropsis och familjen Sphaerodoridae. Arten är reproducerande i Sverige. Inga underarter finns listade i Catalogue of Life.